# Luciano Giovannetti
Pour les articles homonymes, voir Giovannetti.
Luciano Giovannetti (né le 25 septembre 1945 à Pistoia) est un tireur sportif italien, spécialiste de la fosse olympique.
Il remporte deux titres olympiques en 1980 et en 1984.

## Hommage
Le 7 mai 2015, en présence du président du Comité national olympique italien (CONI), Giovanni Malagò, a été inauguré  le Walk of Fame du sport italien dans le parc olympique du Foro Italico de Rome, le long de Viale delle Olimpiadi. 100 tuiles rapportent chronologiquement les noms des athlètes les plus représentatifs de l'histoire du sport italien. Sur chaque tuile figure le nom du sportif, le sport dans lequel il s'est distingué et le symbole du CONI. L'une de ces tuiles lui est dédiée .